# Papenwegse Polder
De Papenwegse Polder is een polder en een voormalig waterschap in de Nederlandse  provincie Zuid-Holland, in de gemeenten Voorschoten en Wassenaar.
Het waterschap was verantwoordelijk voor de vervening, drooglegging en de waterhuishouding in de gelijknamige polder.
Tegenwoordig ligt de Voorschotense wijk Dobbewijk gedeeltelijk in de polder. Ook de Leidse Stevenshof is deels in deze polder gebouwd.